# Caprile (Roccasecca)

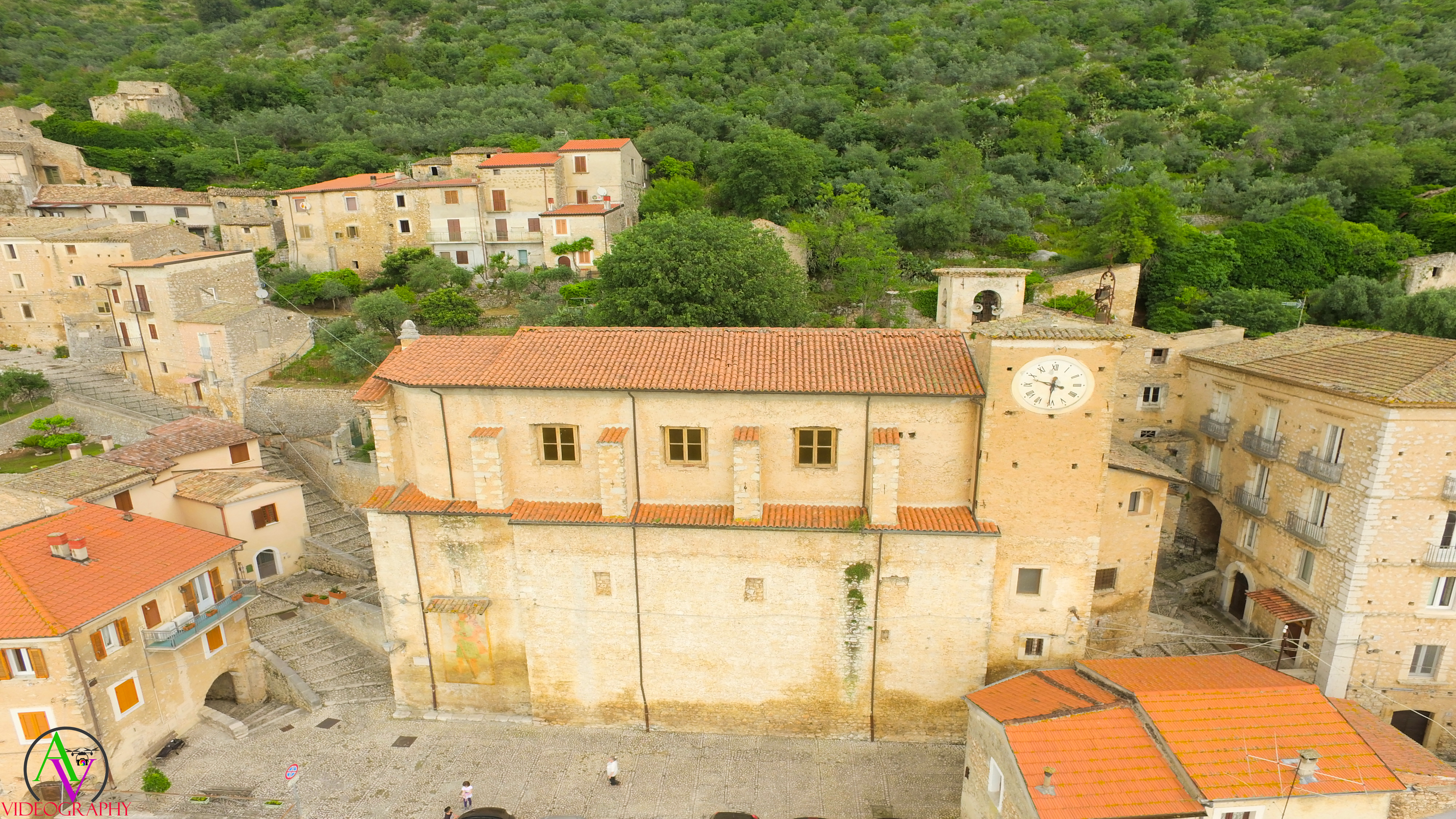
Veduta del centro del paese con la chiesa di Santa Maria delle Grazie

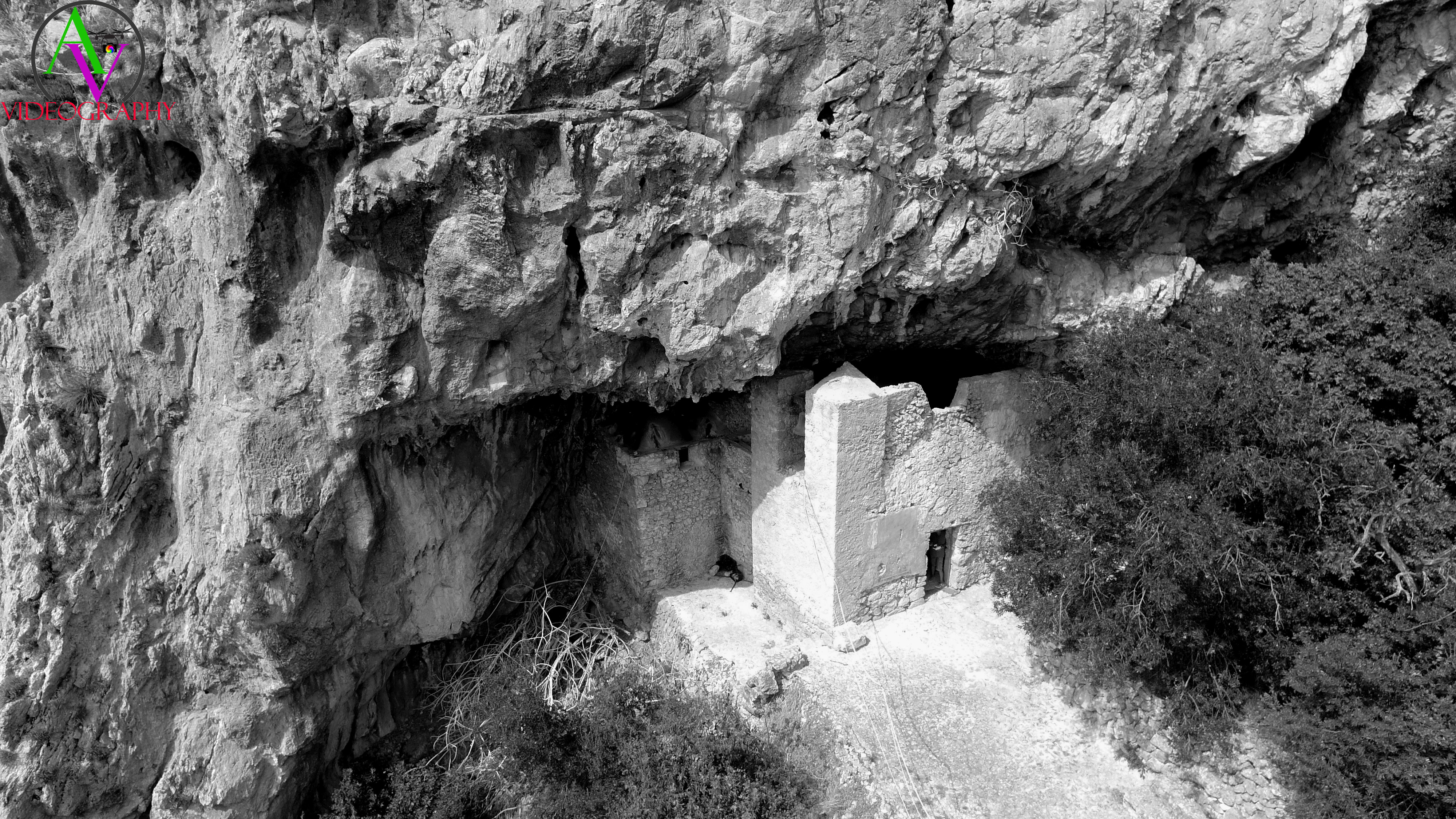
La chiesa rupestre di Sant'Angelo in Asprano

Caprile è una frazione del comune laziale di Roccasecca, in provincia di Frosinone. Al 2019 contava 83 abitanti.

## Storia
Il paese è un piccolo borgo medievale i cui primi riferimenti ufficiali risalgono al XV secolo, mentre sono del X secolo quelli legati al vicino Eremo di San Michele, o Sant'Angelo in Asprano. Nel 1607 esso diede i natali a Domenico Colessa, meglio noto come "Papone", brigante che operò nel Basso Lazio nel XVII secolo.
Agli inizi del 1944, durante la Seconda guerra mondiale e nel periodo che va fra la Battaglia di Cassino e lo Sbarco di Anzio; Caprile (come tutta l'area circostante) fu oggetto sia di bombardamenti Alleati (tramite i Curtiss P-40) che di devastazioni tedesche: questi ultimi, onde bloccare la strada su cui sorge, che rivestiva di una certa importanza strategica in quanto collinare ed a ridosso della pianura collegante Cassino con Roma, fecero saltare in aria diverse abitazioni.

## Geografia
Caprile sorge in collina, a circa 250 metri, a ridosso della pianura del fiume Melfa, non lontana dalla Valle del Liri, ed ai piedi del Monte Asprano; sul cui versante opposto sorge il vicino borgo di Colle San Magno, distante stradalmente 7 km. Il paese è situato a metà strada fra Roccasecca e Castrocielo, da cui dista circa 2 km. Gli altri centri più vicino sono Roccasecca Scalo (a 5,5 km) ed Aquino (a 6,5 km). Caprile dista inoltre 16 km da Cassino, 35 da Sora e 46 da Frosinone.

## Monumenti e luoghi d'interesse
Tra i principali punti d'interesse vi sono il piccolo borgo medievale, con la locale chiesa di Santa Maria delle Grazie, ed il vicino Eremo di San Michele, una chiesa rupestre anche nota come Sant'Angelo in Asprano, dal monte omonimo. Nei pressi dell'eremo si trova la zona naturalistica detta Falesia di Caprile e, dal versante roccaseccano della stessa (alla contrada Borgo Castello), il Parco archeologico del Monte Asprano con i ruderi del Castello dei Conti d'Aquino.

## Infrastrutture e trasporti
Il paese si sviluppa lungo la strada provinciale Roccasecca-Castrocielo, lunga circa 4 km e collegata a valle alla Strada statale 6 Via Casilina, una delle principali arterie stradali della Ciociaria. La stazione ferroviaria più vicina, distante 5,5 km, è quella di Roccasecca, sulle linee Roma-Napoli via Cassino ed Avezzano-Roccasecca; mentre lo svincolo autostradale più prossimo è "Pontecorvo-Castrocielo", distante 6 km e sulla A1.